# 龙州榕
龙州榕（学名：Ficus cardiophylla）为桑科榕属的植物，是中国的特有植物。分布于越南以及中国大陆的广州、广西等地，生长于海拔300米的地区，目前尚未由人工引种栽培。